# Trachyandra peculiaris
Trachyandra peculiaris är en grästrädsväxtart som först beskrevs av Moritz Kurt Dinter, och fick sitt nu gällande namn av Anna Amelia Obermeyer. Trachyandra peculiaris ingår i släktet Trachyandra och familjen grästrädsväxter. IUCN kategoriserar arten globalt som sårbar.
Artens utbredningsområde är Namibia. Inga underarter finns listade i Catalogue of Life.